# Datenendeinrichtung

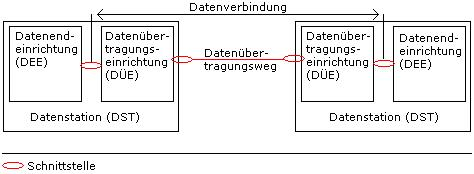
Grobschema eines Datenübertragungssystems

Datenendeinrichtung (DEE, engl. data (processing) terminal equipment oder abgekürzt DTE) ist ein Sammelbegriff für alle Geräte in einem Datenübertragungssystem, die Daten senden und/oder empfangen können.
Üblicherweise sind PCs, Drucker oder Terminals Datenendeinrichtungen, aber auch Kassen und Geldautomaten sind aus übertragungstechnischer Perspektive Datenendeinrichtungen.
Zusammen mit einer Datenübertragungseinrichtung (DÜE) bildet die DEE nach DIN 44302 eine Datenstation. Die DEE wandelt Nutzdaten einer Anwendung in übertragungsfähige Einheiten um, während die DÜE für die physikalische Übertragung zuständig ist.